# Ursula-Rosamaria Gottert
Ursula-Rosamaria Gottert (* 1954 in Leipzig) ist eine deutsche Schauspielerin.

## Leben

### Ausbildung und Theater
Ursula-Rosamaria Gottert absolvierte von 1972 bis 1975 ihre Schauspielausbildung an der Hochschule für Schauspielkunst „Ernst Busch“ Berlin, Abteilung Rostock. Ihr erstes Festengagement hatte sie von 1975 bis 1979 am Theater Rudolstadt. Dort spielte sie u. a. Smeraldina in Der Diener zweier Herren (1977), Marie Beaumarchais in Clavigo (1978) und die Schülerin Martha Bessel in Frühlings Erwachen (1979).
Es folgten weitere Theaterengagements am Theater Plauen (1979–1981), am Staatstheater Schwerin (Spielzeit 1981/82; u. a. 1982 als Hermia in Ein Sommernachtstraum) und an den Bühnen der Stadt Gera (1983–1991), wo sie u. a. als Jeléna Andréjewna in Onkel Wanja (1984), als Sophie Beaumarchais in Clavigo (1986), als Ismene in Antigone (1986), als Luciane in Der Floh im Ohr von Georges Feydeau (1986), als Ills Frau in Der Besuch der alten Dame (1987) und als Winnie in Glückliche Tage (1991) auftrat. Mit Glückliche Tage ging sie 1992 auch auf Tournee.
Ab der Spielzeit 1992/93 war Gottert bis zur Spielzeit 1995/96 fest am Nationaltheater Weimar engagiert. Dort spielte sie u. a. Claire, eine der beiden Schwestern, in Jean Genets Theaterstück Die Zofen (1992) und Lotte in Lotte in Weimar (1994; Bühnenfassung, Regie: B. Landes). Mit Lotte in Weimar gastierte sie 1996 auch am Theater am Neumarkt in Zürich. Anschließend war sie ab der Spielzeit 1996/97 bis zum Ende der Spielzeit 2000/01 festes Ensemblemitglied am Theater Chemnitz. Dort gehörten die Titelrolle in Dona Rosita bleibt ledig von Federico García Lorca (1996), die Spelunkenjenny in Brecht/Weills Die Dreigroschenoper (1998), Goneril in König Lear (1999), Sittah in Nathan der Weise (1999), Frau Hassenreuther in Die Ratten (2000), Emily Caroline Brent in Da waren’s nur noch Neun (2000) und Lady Capulet in Romeo und Julia (2001) zu ihrem Bühnenrepertoire.
Gottert wechselte dann zur Spielzeit 2002/03 für zwei Jahre ans Hans Otto Theater in Potsdam. Außerdem gastierte sie 2003 an den Westfälischen Kammerspielen Paderborn.
Ab 2005 gehörte sie bis 2009 zum Ensemble des Anhaltischen Theaters Dessau. Dort trat sie u. a. als Estelle in Geschlossene Gesellschaft (2005), als Lady Capulet in Romeo und Julia (2006), als Brigitte in Das Käthchen von Heilbronn (2006), als Schatzhauser in dem Märchenstück Das kalte Herz (2006), als Clown Bibbo in Katharina Knie (2007), als Narr in Was ihr wollt (2007), als Großmutter in Das Fest (2008), als Mrs. Gilchrist in Die Geisel (2008), als Frau Briest in Effi Briest (2008) und als Schwester Ratched in Einer flog über das Kuckucksnest (2009) auf.
2010 gastierte sie am Landestheater Rudolstadt. Seit der Spielzeit 2010/11 tritt sie regelmäßig im Theater im Palais in Berlin auf, so als Lord Ushers Amme in Das Geheimnis des Doktor Templeton nach Motiven von Edgar Allan Poe und Lady Savil in dem Theaterstück Lord Savils Verbrechen von Oscar Wilde.
In der Spielzeit 2011/12 gastierte sie erstmals am Theater Konstanz (u. a. als Maria Jósefa in Bernarda Albas Haus). Weitere Gastengagements hatte sie an den Vorpommerschen Landesbühnen Zinnowitz (Spielzeit 2014/15) und am Theater Neustrelitz (2016). Im Juni/Juli 2016 trat Gottert in der Freilichtinszenierung Der Name der Rose, der Sommer-Inszenierung des Theaters Konstanz, auf dem Konstanzer Münsterplatz auf.  Unter der Regie von Herbert Olschok spielt sie die Rolle „Alinardus von Grottaferrata“.

### Film und Fernsehen
Gelegentlich stand Gottert auch für den Film und das Fernsehen vor der Kamera. Ihre Filmarbeiten sind jedoch gegenüber ihrer Theaterarbeit, die stets der Schwerpunkt ihrer künstlerischen Tätigkeit war, weitgehend ohne größere Bedeutung.
Nach ersten Kinoarbeiten noch in der DDR, arbeitete sie nach der Wende filmtechnisch hauptsächlich für das Fernsehen. Im Tatort: Tod aus der Vergangenheit (Erstausstrahlung: Juni 1992) war sie in der Doppelrolle Linde/Anne Treu zu sehen. Im Fernsehmehrteiler Liebesau – Die andere Heimat (2001) war sie die „sächselnde“ Volksgenossin Lizzy Kümmte. Ihre weiteren Filmrollen beschränkten sich meist als kurze Auftritte, so als Mitarbeiterin eines Bestattungsinstituts in dem Fernsehfilm Wohin mit Vater? (2009; in einer Szene mit Dieter Mann) oder als elegante, wohlhabende Madame Challe in der Krimireihe Kommissar LaBréa (2010; in einer Szene mit Valerie Niehaus und Francis Fulton-Smith).
Episodenrollen hatte sie u. a. in den Fernsehserien SOKO Leipzig (2002; als Doris Schade, die Ehefrau des Tatverdächtigen, an der Seite von Marco Girnth und Melanie Marschke), Anna und die Liebe (2008; als Arzthelferin, an der Seite von Julia Biedermann und Roy Peter Link) und In aller Freundschaft (2014; als Vermieterin Inge Albers, die als Patientin mit Verdacht auf Herzinfarkt in die Sachsenklinik eingeliefert wird).
Im April 2016 stand Gottert für die ZDF-Serie SOKO Wismar vor der Kamera. Sie spielte in der Folge Stille Wasser (Erstausstrahlung: Oktober 2016) die Rolle der Mathilde Westphal, die Mutter eines ermordeten Weltumseglers.

### Privates
Gottert, die neben ihrem Heimatdialekt Sächsisch auch Thüringisch spricht, lebt in Berlin.

## Filmografie
- 1983: Mein Vater ist ein Dieb (Kinofilm; Deutsche Demokratische Republik)
- 1992: Tatort: Tod aus der Vergangenheit (Fernsehreihe)
- 2001: Liebesau – Die andere Heimat (TV-Mehrteiler)
- 2002: An alle Haushalte (Kurzfilm)
- 2002: SOKO Leipzig (Fernsehserie; Folge: Tödliche Kurse)
- 2003: Rosenstraße (Kinofilm)
- 2004: Der Stich des Skorpion (Fernsehfilm)
- 2005: Kinzels Hinterhof (Kurzfilm)
- 2005: Hallesche Kometen (Kinofilm)
- 2008: Anna und die Liebe (Fernsehserie; Seriennebenrolle)
- 2009: Wohin mit Vater? (Fernsehfilm)
- 2010: Kommissar LaBréa – Mord in der Rue St. Lazare (Fernsehreihe)
- 2014: In aller Freundschaft (Fernsehserie; Folge: Weihnachtswunder)
- 2016: SOKO Wismar (Fernsehserie; Folge: Stille Wasser)
- 2022: Freunde sind mehr – Viergefühl (Fernsehreihe)
- 2023: Olaf Jagger
- 2024: Morden im Norden (Fernsehserie, Folge Der Trupp)